# Timanställning
En timanställning är en typ av anställning i vardagsspråk. Man ska vara tillgänglig vissa fasta arbetstider, oftast heltid, men den faktiska arbetstiden bestäms efter arbetsgivarens behov. Timanställda får lön bara efter faktisk arbetstid, och inte när de inte har arbetsuppgifter.
Timanställning kallas även behovs/intermittent anställning. 
Timanställning finns ej som giltig anställningsform och dessa typer av behovsanställningar måste regleras enligt avtal.
Timanställda kan i Sverige få a-kassa för den tid de inte får lön efter reglerna för deltid. Tidigare gällde detta inte för anställda i bemanningsföretag, dvs. personalen arbetar i praktiken åt andra företag dit de hyrs ut. Begränsningen som tidigare fanns är nu borttagen. Då var det inte möjligt att stämpla på deltid när man var anställd av ett bemanningsföretag. En anställning i ett bemanningsföretag räknas numera som alla andra anställningar..